# فندق أدلون كمبنسكي
فندق أدلون كمبينسكي برلين (بالألمانية:   Hotel Adlon Kempinski Berlin ) هو فندق فاخر في برلين، ألمانيا. يقع في منطقة أونتر دين ليندن على الشارع الرئيسي في وسط منطقة ميته، في الزاوية مع باريسر بلاتز، مباشرة قبالة بوابة براندنبورغ والنصب التذكاري لقتلى اليهود في أوروبا.
الفندق الأسطوري الأصلي ألدون كان واحد من أشهر الفنادق في أوروبا. افتتح عام 1907 وكان قد دمر إلى حد كبير عام 1945 في الأيام الأخيرة من الحرب العالمية الثانية، وعلى الرغم من ذلك فان جناحا صغيرا استمر في العمل حتى عام 1984. الفندق الحالي تم افتتاحه يوم 23 أغسطس 1997، وهو مبنى جديد بتصميم مستوحى من البناء الأصلي.

## تاريخ

### فندق أدلون الأول
في أواخر القرن ال19، كانت الفنادق الأوروبية بشكل عام لا تقدم أكثر من خدمة المبيت لليلة أو أكثر، تطورت لتصبح أماكن للتجمعات الاجتماعية التي يمكن أن تستضيف حفلات الاستقبال الكبيرة التي يقيمها النبلاء والأثرياء. وعلى غرار الفنادق الأمريكية مثل والدورف أستوريا، نشأت مبان فندقية جديدة في جميع أنحاء القارة بصالات رقصة مزخرفة ببذخ، قاعات للطعام، محلات، ردهات للتدخين، مكتبات ومقاهي.
في 1873 افتتح فندق إمبريال في فيينا، تلاه فندق ريتز باريس في عام 1898، وفندق ريتز لندن في عام 1906. وفي برلين عاصمة الإمبراطورية الألمانية كان المجتمع الراقي حريصا على مواكبة التقدم مع العواصم المنافسة.

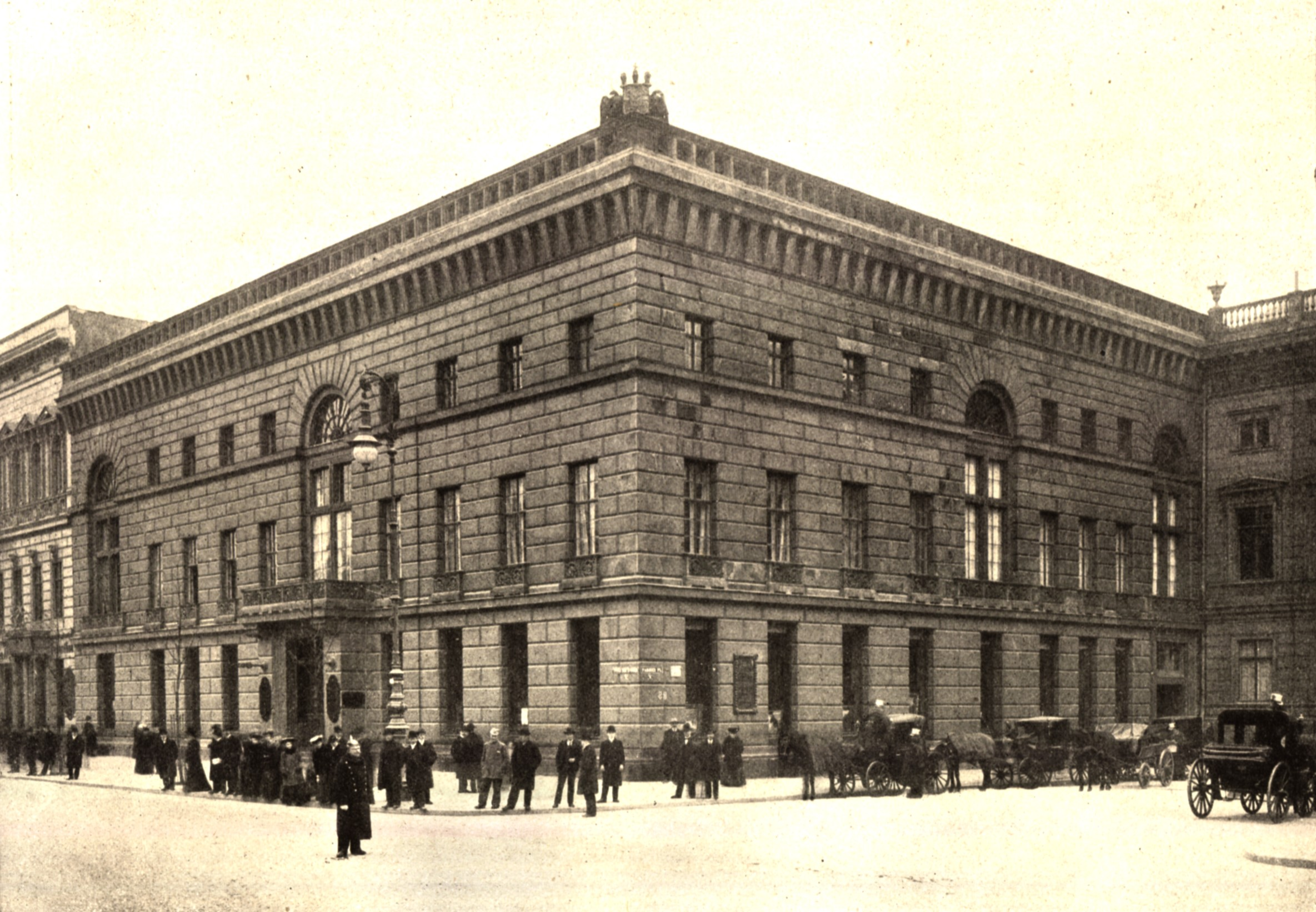
قصر ريدن حوالي عام 1900

في عام 1905 قام لورنز أدلون وهو تاجر ناجح ومختص في إدارة المطاعم بشراء عقارين في منطقة أونتر دين ليندن. ولورنز في الأساس من مدينة ماينتس. أدار أدلون عدة مقاهي في برلين من بين أمور أخرى في حديقة حيوان برلين، وكان قد جمع رأس مال لبناء فندق في ساحة باريسر بلاتز، في قلب العاصمة الألمانية. أقنع أدلون القيصر فيلهلم الثاني بأن برلين بحاجة لفندق فخم في مستوى تلك التي في باريس ولندن وعواصم أوروبية أخرى، وهكذا تدخل القيصر شخصيا مع أصحاب قصر ريدن، البناء الفريد المصمم من قبل المهندس كارل فريدرش شينكل على طراز عمارة عصر النهضة الجديدة في عام 1830، والذي بني في الموقع الذي اختاره أدلون. القيصر مهد الطريق لشراء أدلون للقصر وهدم المبنى التاريخي لاحقا.
بتصمم من قبل كارل غوز وروبرت ليبنتز، بني الفندق بتكلفة قدرها 20 مليون مارك ذهبي، مليونان منها هي معظم ثروة أدلون الشخصية. وراء الواجهة الرصينة، كان الفندق الأكثر حداثة في ألمانيا مع مياه باردة وساخنة، وغسيل للملابس في الموقع، وكذلك محطة خاصة لتوليد الكهرباء. تباهى الفندق بردهة واسعة مع أعمدة ضخمة من الرخام المربع، مطعم، مقهى، صالة نخيل، صالة للسيدات، مكتبة، غرفة للموسيقى، غرفة للتدخين، محل حلاقة، متجر لبيع السيجار، حديقة داخلية بنافورة فيلة بطابع ياباني والعديد من القاعات الكبرى. وقد تم تزيين الفندق في مزيج من عمارة الباروك وأسلوب لويس السادس عشر وفرش من شركة بمبي من مدينة ماينتس، حيث كان يعمل لورينز أدلون نجارا متدربا في شبابه. كان الفندق يقع في قلب الحي الحكومي بجانب السفارة البريطانية في شارع فيلهلم بمواجهة السفارات الفرنسية والأمريكية في ساحة باريسر بلاتز وعلى بعد مربعات سكنية قليلة من مستشارية الرايخ وغيرها من الوزارات الحكومية إلى الجنوب من شارع فيلهلم.

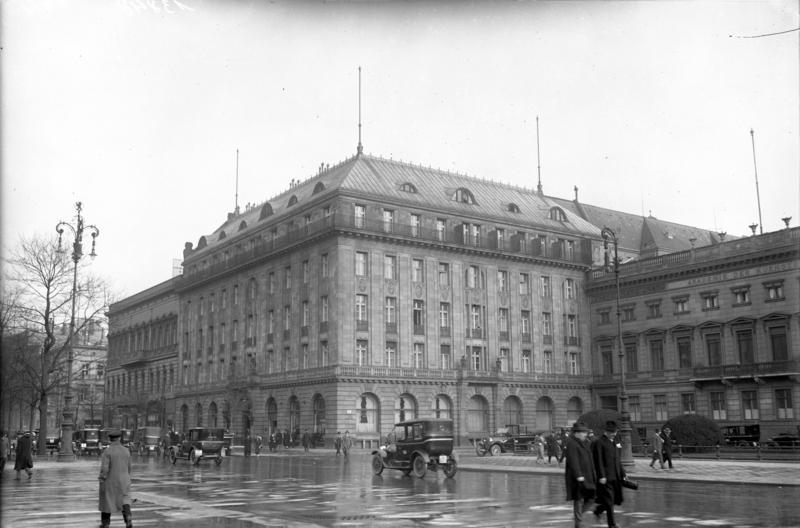
فندق أدلون 1926

أفتتح فندق أدلون في 23 أكتوبر 1907 بحضور القيصر وزوجته والعديد من وجهاء المجتمع. وسرعان ما أصبح مركز اجتماعي في برلين. ومثل الغرف في قصر المدينة كان الفندق باردا برياح عليلة، قام القيصر بدفع عربونا سنويا لحجز أجنحة لتكون متوفرة دائما لضيوفه. [[وبالمثل استخدمت وزارة الخارجية أدلون محلا للإقامة الضيوف خلال الزيارات الرسمية، بما في ذلك القيصر نيقولا الثاني إمبراطور روسيا والمهراجا بهوبيندر سينغ ومن بين الضيوف المعروفين في تلك الفترة الاقتصاديين مثل توماس أديسون، هنري فورد وجون روكفلر، وكذلك السياسيون مثل والتر راثيناو، جوستاف ستريسمان ورئيس الوزراء الفرنسي أريستيد بريان. العديد من سكان برلين الأغنياء عاشوا لفترات طويلة من الوقت في الفندق، في حين استضافت قاعات الفندق المآدب الحكومية الرسمية والمناسبات الاجتماعية.
بعد الحرب العالمية الأولى وبعد تنازل القيصر، بقي لورينز أدلون مناصرا للملكية ولذلك لم يتخيل أن يكون هناك حركة مرور عادية عبر الممر الرئيسي لبوابة براندنبورغ والتي كانت مخصصة للقيصر وحده. ولذا فهو لم ينظر قبل عبوره أمام البوابة مما أدى إلى صدمه بشكل مأساوي من قبل سيارة في تلك البقعة في عام 1918. وبعد ثلاث سنوات في 7 نسيان 1921 تعرض أدلون لحادث سيارة مرة أخرى في نفس المكان ولكن هذه المرة كانت قاتلة.
استلم ابنه لويس أدلون من بعده إدارة الفندق مع زوجته هدا، التي كانت ألمانية المولد ولكن نشأت في أمريكا. خلال «العشرينات الذهبية»، ظل أدلون واحد من أكثر الفنادق شهرة في أوروبا، واستضاف الضيوف المشاهير بما في ذلك لويز بروكس، تشارلي تشابلن، ماري بيكفورد إميل جانينجز، ألبرت أينشتاين، إنريكو كاروسو، توماس مان، جوزفين بيكر، ومارلين ديتريش، وأيضا السياسيين مثل فرانكلين روزفلت، بول فون هيندينبيرغ، وهربرت هوفر. كان الفندق مكان استراحة للصحفيين الدوليين، بما في ذلك وليام شايرر، الذي ذكر الفندق بشكل متكرر في كتاباته.
بقي الفندق المركز الاجتماعي للمدينة طوال الفترة النازية، على الرغم من أن النازيين أنفسهم كانوا يفضلون فندق قيصرهوف الذي يقع على بعد مربعات سكنية قليلة جنوبا بجانب وزارة الدعاية ومستشارية هتلر في ساحة فيلهيلم بلاتس. استمر أدلون بالعمل بشكل طبيعي خلال الحرب العالمية الثانية، حتى أنه تم بناء مأوى من القنابل فاخر لضيوفه وجدار ضخم من الطوب في جميع أنحاء ردهة الاستقبال لحماية غرف الأعمال من حطام الطيران. بعض أجزاء الفندق تم تحويلها إلى مستشفى ميداني عسكري خلال الأيام الأخيرة من معركة برلين. نجى الفندق من الحرب دون أي أضرار جسيمة، بعد أن تجنب القنابل والقصف الذي دك المدينة. ومع ذلك، على ليلة 2 مايو، 1945 اندلع حريق في قبو النبيذ الخاص بالفندق من قبل جنود الجيش الأحمر كانوا في حالة سكر، تاركا المبنى الرئيسي أطلالا. [بحاجة لمصدر]
ألقي القبض على لويس أدلون نفسه في منزله بالقرب من بوتسدام من قبل القوات السوفياتية في 25 نيسان بعد أن ظنوا خطأ أنه جنرال بسبب لقبه المدير العام في الألمانية "Generaldirektor". توفي في أحد شوارع فالكنزيه في 7 مايو 1945، بسبب قصور في القلب وفقا لشهادة الوفاة.

### فندق أدلون في ألمانيا الشرقية

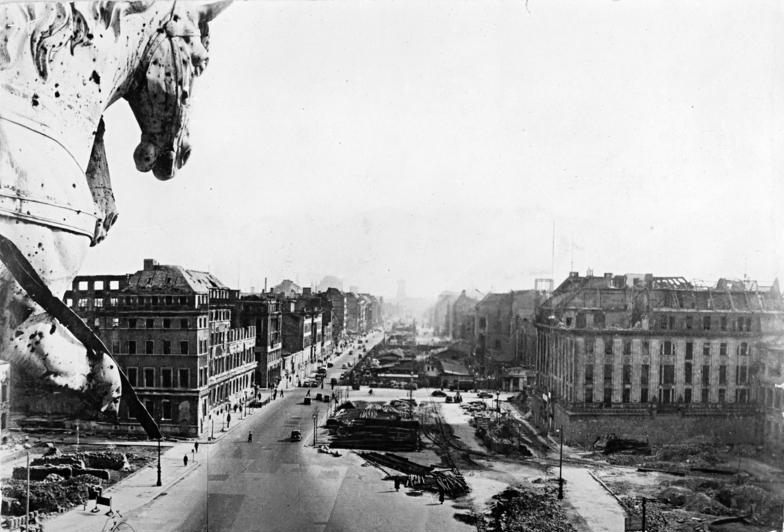
ساحة باريزير مدمرة عام 1950، فندق أدلون على اليمين

في أعقاب الحرب، أعادت حكومة ألمانيا الشرقية فتح جناح الخدمة الخلفي من الجزء الناجي للفندق تحت اسم فندق أدلون، تم هدم المبنى الرئيسي المدمر في عام 1952، جنبا إلى جنب مع كل الأبنية المدمرة في ساحة بلاتز باريزر. حيث تركت ساحة عشبية مهجورة مشكلة جزء عازل مع الغرب مع بوابة براندنبورغ الواقفة وحيدة مع جدار برلين.
في عام 1964، تم ترميم الجزء المتبقي من المبنى وكان واجهة ريدن. ومع ذلك في سبعينيات القرن العشرين أغلق ما تبقى من فندق أدلون الأصلي أمام الضيوف وتم تحويله للخدمة كدار سكن للمتدربين في ألمانيا الشرقية. وأخيرا في عام 1984 تم هدم المبنى.

### فندق أدلون كمبينسكي الثاني

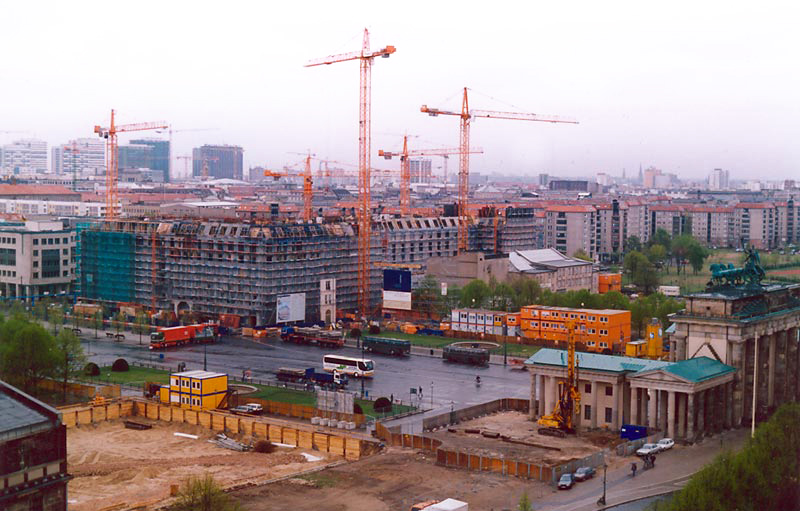
فندق أدلون كمبينسكي قيد الإنشاء، 1995.

مع إعادة توحيد ألمانيا، تم شراء الموقع من قبل شركة استثمار من ألمانية الغربية وتم بناء فندق جديد بين عامي 1995 و 1997. البناء مستوحى بشكل كبير من الفندق الأصلي، تم تصميمه من قبل راينر مايكل كلوتز من شركة باتسشكه كلوتز وشركاه، وفي 23 أغسطس 1997 افتتح الرئيس الألماني رومان هيرتسوغ فندق أدلون الجديد. ويحتل الفندق موقع المبنى الأصلي، بالإضافة للأراضي المجاورة. وهو يدار حاليا تحت اسم فندق أدلون كمبينسكي برلين وهو جزء من سلسلة كمبينسكي.

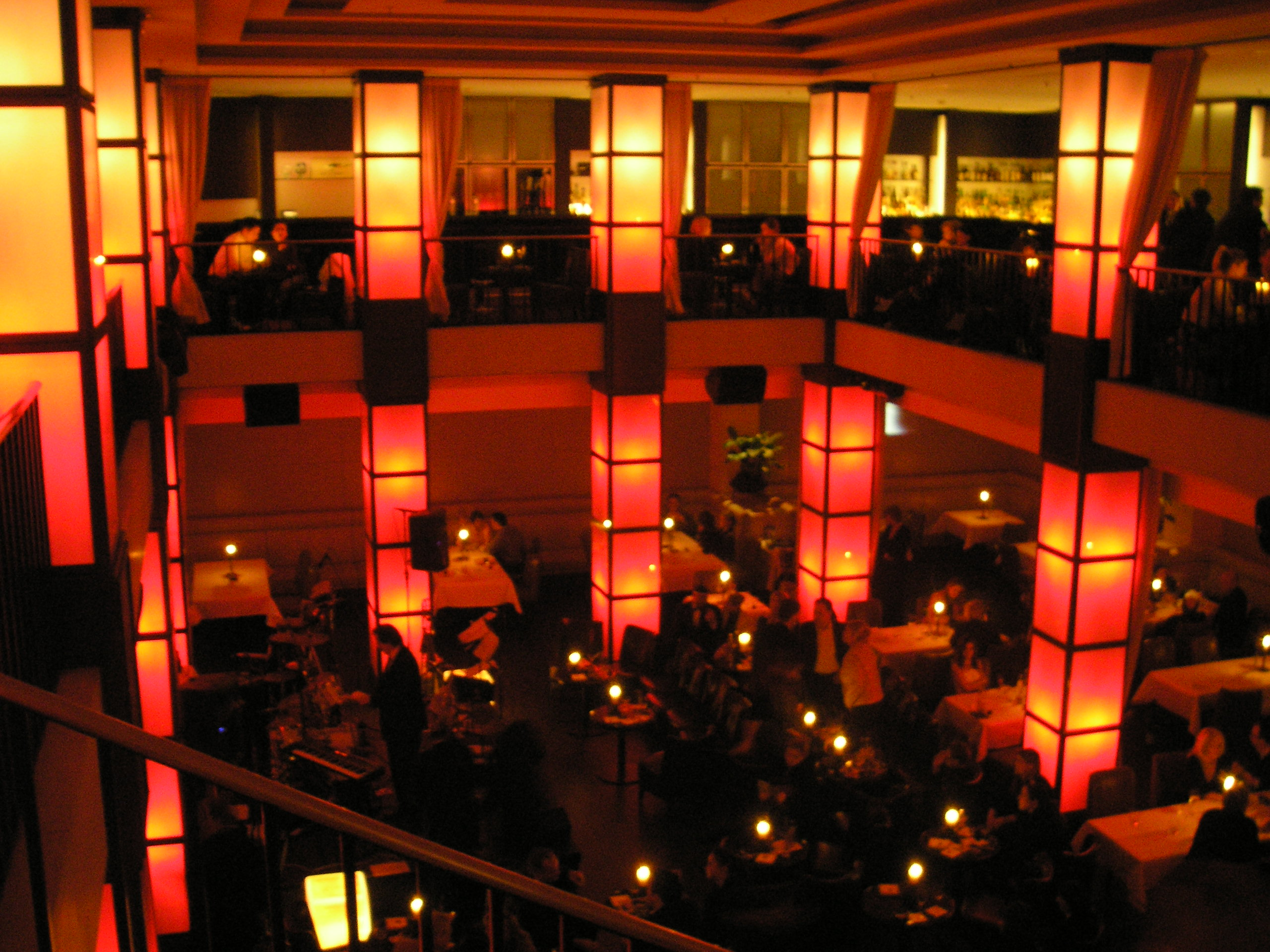
مطعم فليكس في فندق أدلون برلين

ونظرا لنجاح الفندق فقد تم توسيعه مرتين مع أجنحة جديدة. الجناح الأول معروف بـ"Adlon Palais"، افتتح في 2003 والجناح الآخر معروف بـ"Adlon Residenz" افتتح في 2004.

## معرض الصور

فندق أدلون
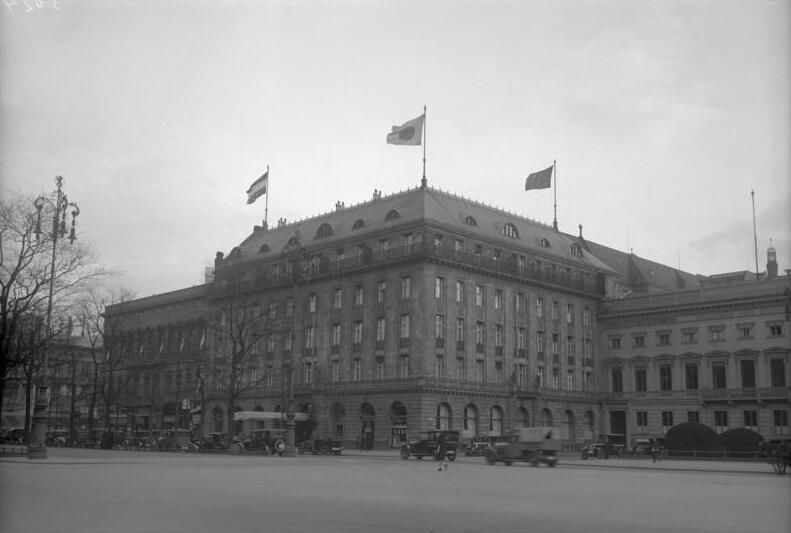
فندق أدلون، 1927
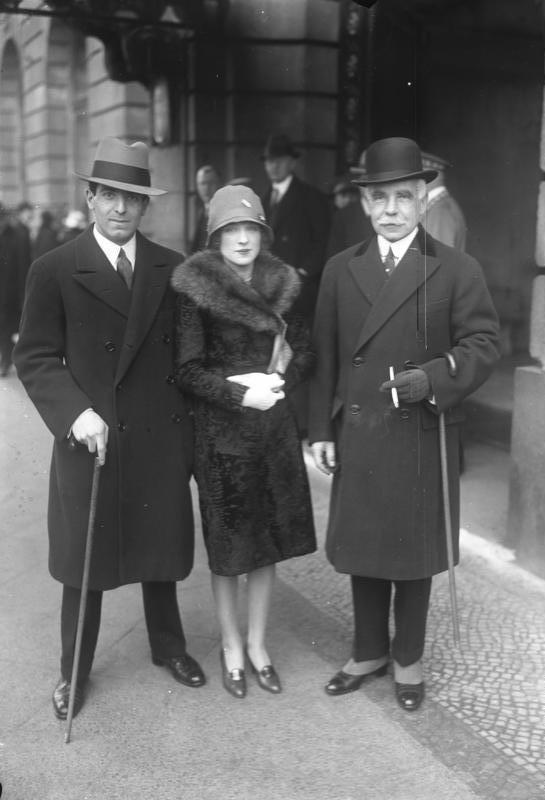
روجر وولف كان، هانا وليامز (ممثلة) وأوتو هيرمان كان 1931 أمام فندق أدلون
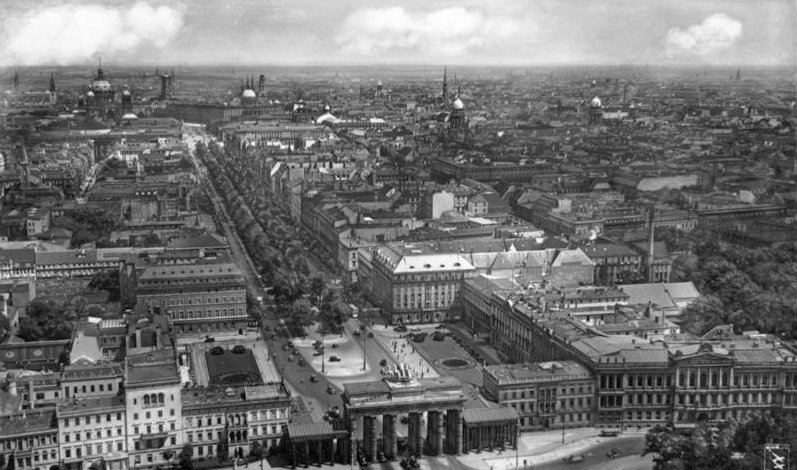
برلين، فندق أدلون في الوسط، 1931
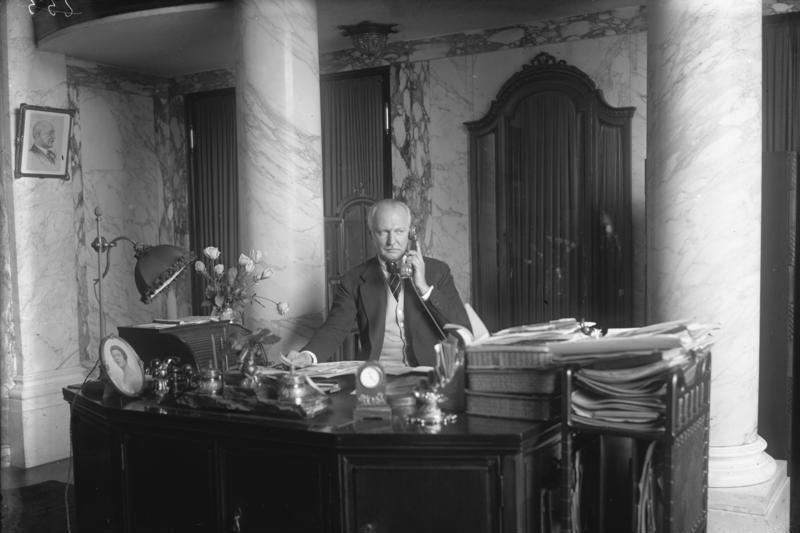
لويس أدلون في مكتبه, 1932
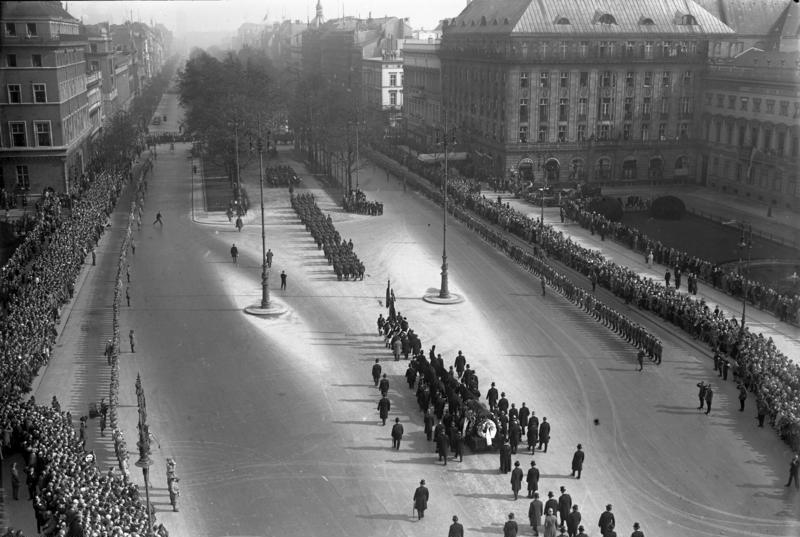
جنازة وزير الخارجية الألماني جوستاف ستريسمان, شهر أكتوبر 6, 1929
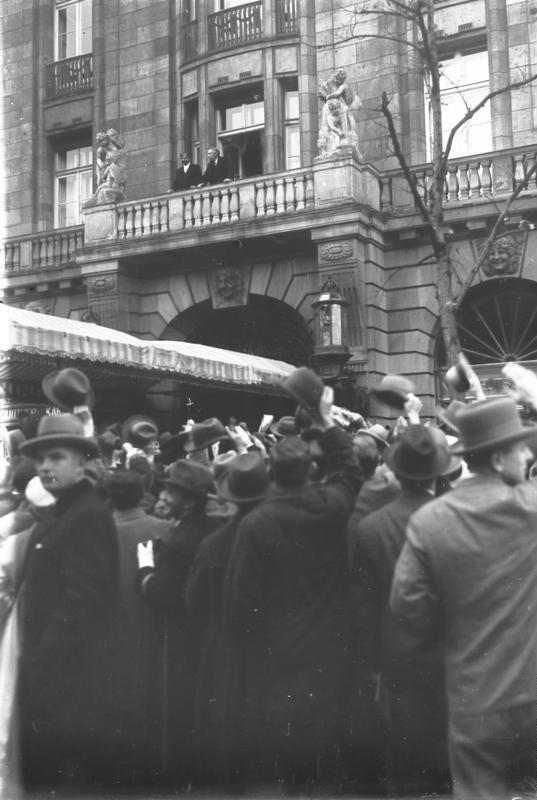
رئيس الوزراء بيير لافال ووزير الخارجية الفرنسي أريستيد بريان في أدلون, أيلول 1, 1931
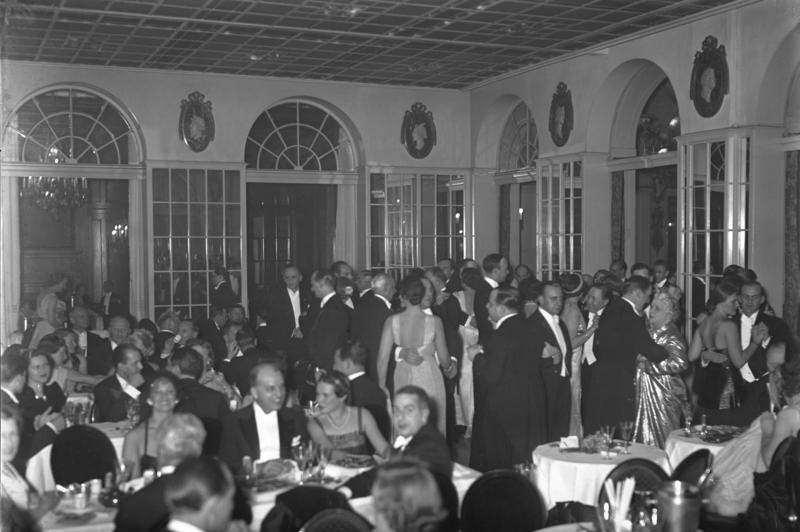
قاعة الصحافة الأجنبية في فندق أدلون حوالي عام 1930
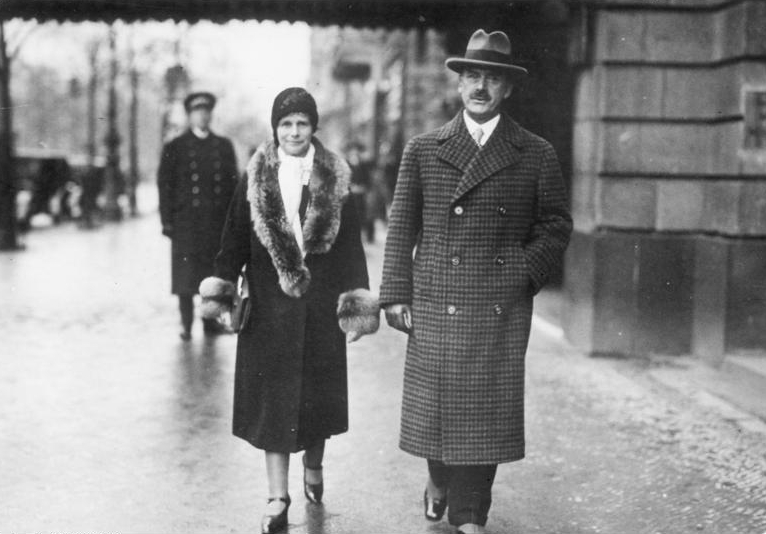
توماس مان في فندق أدلون, 1929
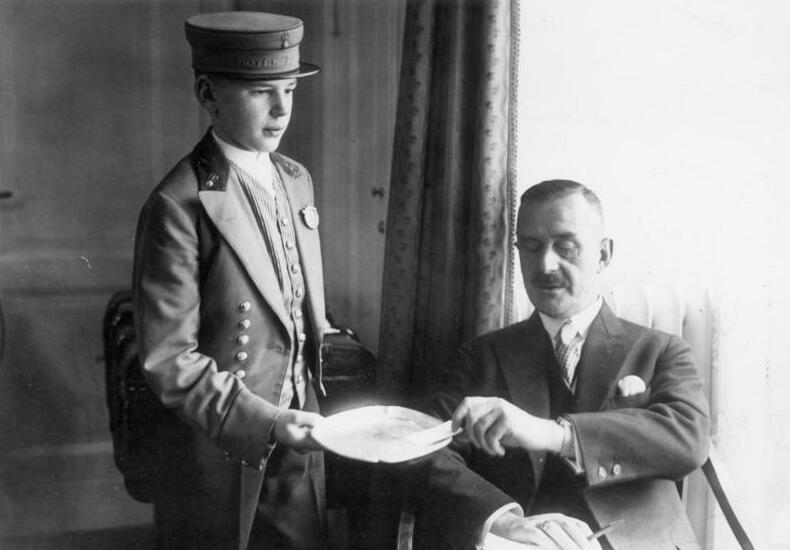
توماس مان في فندق أدلون, 1929
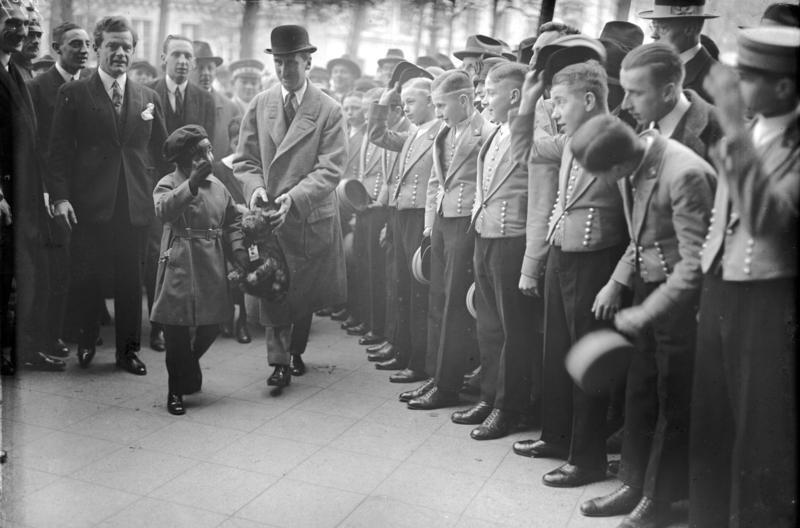
جاكي كوجان في فندق أدلون, 1924
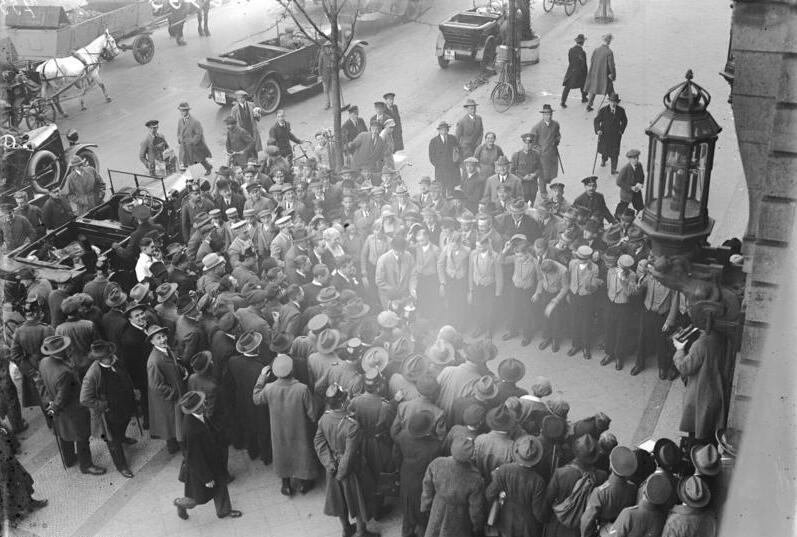
جاكي كوجان في فندق أدلون, 1924
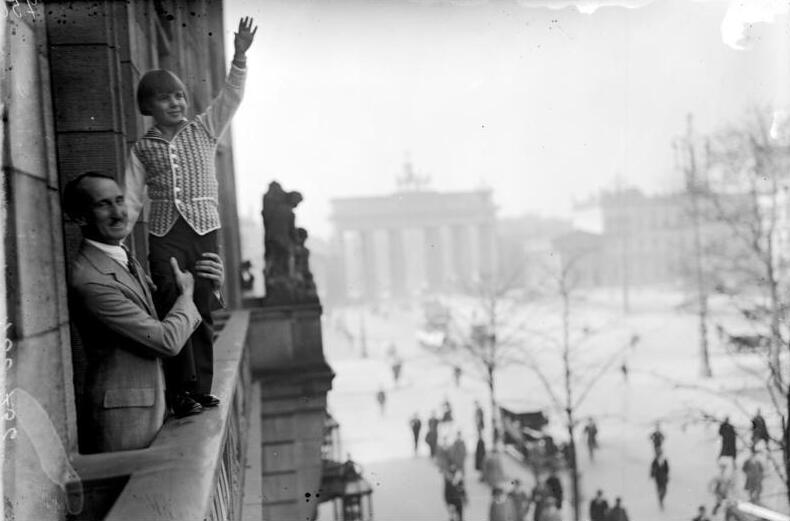
جاكي كوجان في فندق أدلون 1924
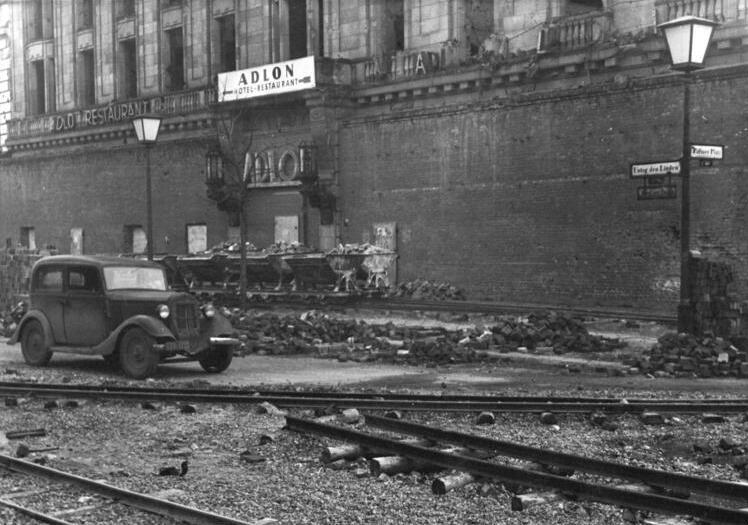
أنقاض فندق أدلون, 1950, تبين جدار واق حول الطابق الأرضي في الأشهر الأخيرة من الحرب العالمية الثانية
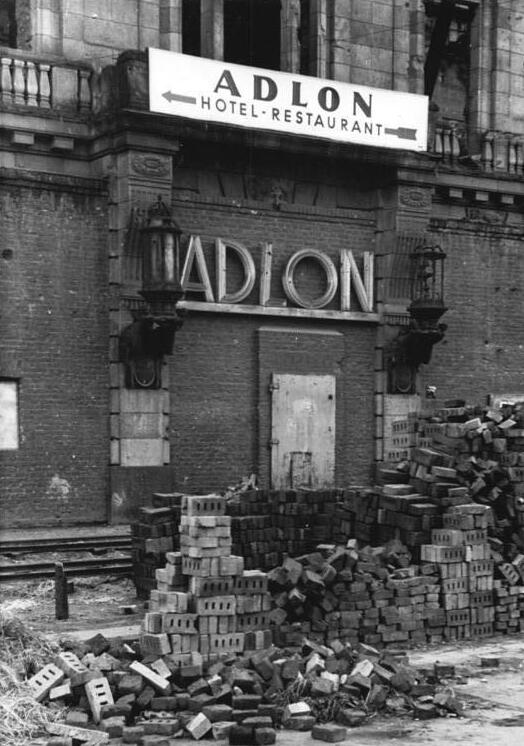
المدخل الرئيسي المنهار لفندق أدلون, 1950
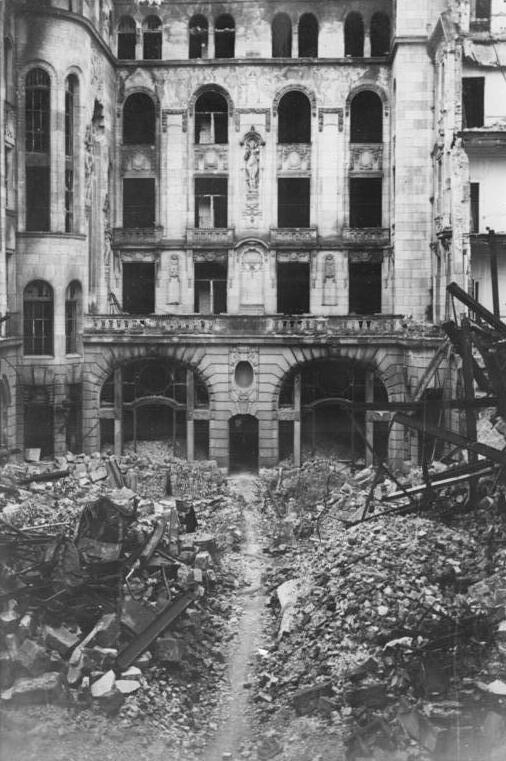
الفناء المدمر من فندق أدلون, 1950
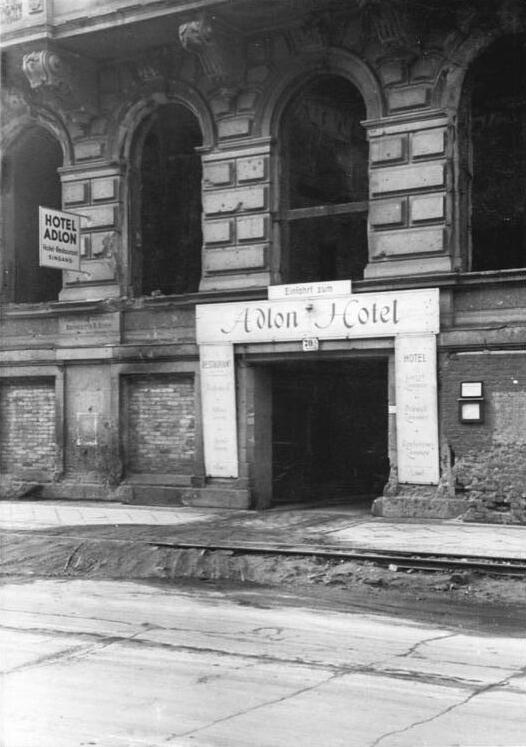
مدخل مؤقت لفندق أدلون من خلال جناح الخدمة الناجي من الدمار شارع فيلهيلم, 1950
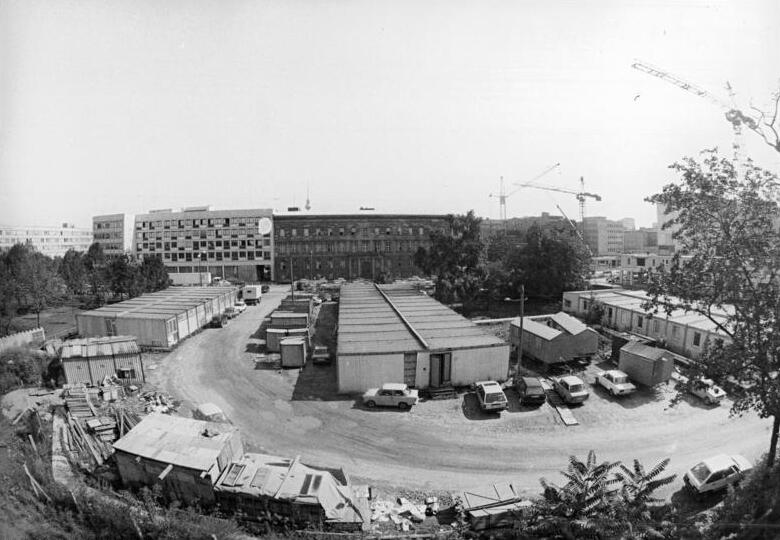
موقع فندق أدلون قبل بدء البناء, 1990
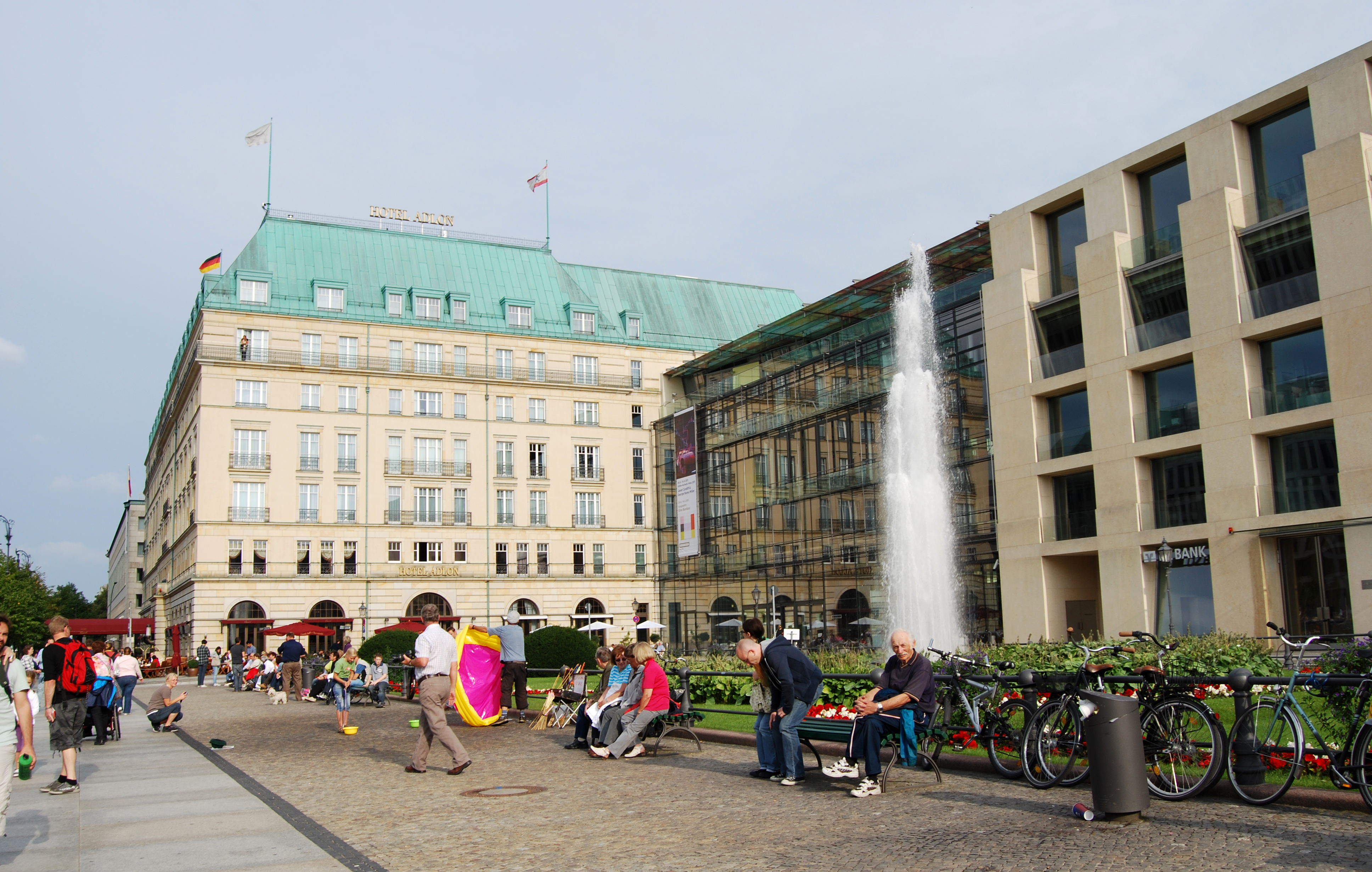
فندق كمبينسكي أدلون, 2011
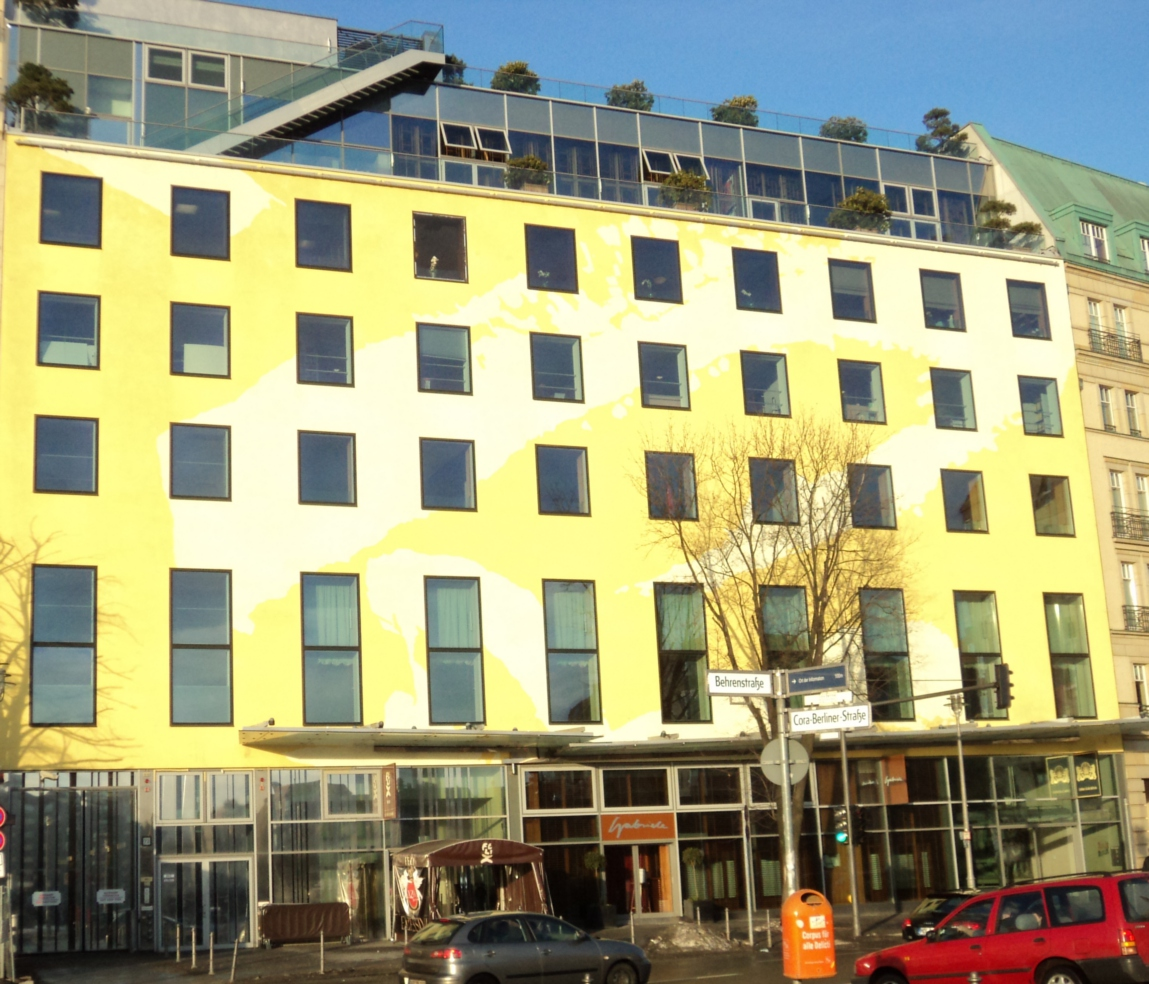
أدلون بالبيس، الذي يواجه شارع بيرين, 2011
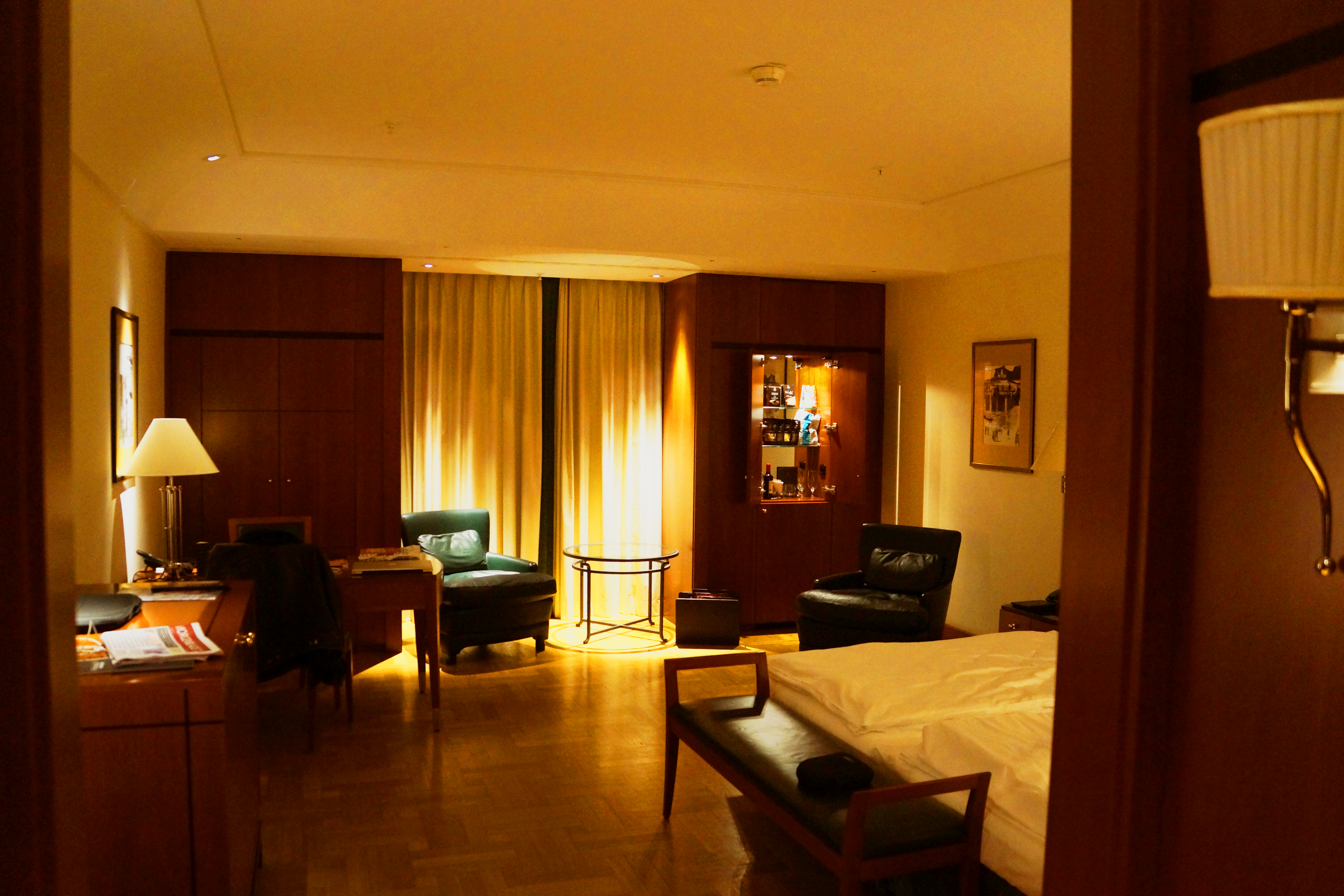
غرفة رجال الأعمال في فندق أدلون. أبريل 2012.